# الزوجان الغريبان
الزوجان الغريبان هو فيلم من نوع كوميديا ورفقاء ‏ أُصدر في 1968. الفيلم من توزيع MOKÉP ‏ ويو آي بي دونا ‏، وهو من إخراج جين ساكس ‏، أما السيناريو فكان من كتابة نيل سيمون. الفيلم مقتبسٌ من الزوجان الغريبان ‏ من تأليف نيل سيمون.

## القصة
تقع أحداث الفيلم في نيويورك.

## طاقم التمثيل
- هيرب إدلمان
- والتر ماثو
- Monica Evans [الإنجليزية]‏
- Carole Shelley [الإنجليزية]‏
- جاك ليمون
- جون فيدلر

## الإنتاج
موسيقى الفيلم التصويرية كانت من تأليف Neal Hefti ‏.

## وصلات خارجية
- الزوجان الغريبان على موقع IMDb (الإنجليزية)
- الزوجان الغريبان على موقع ميتاكريتيك (الإنجليزية)
- الزوجان الغريبان على موقع الموسوعة البريطانية (الإنجليزية)
- الزوجان الغريبان على موقع روتن توميتوز (الإنجليزية)
- الزوجان الغريبان على موقع نتفليكس (الإنجليزية)
- الزوجان الغريبان على موقع ألو سيني (الفرنسية)
- الزوجان الغريبان على موقع Turner Classic Movies (الإنجليزية)
- الزوجان الغريبان على موقع أول موفي (الإنجليزية)
- الزوجان الغريبان على موقع بوكس أوفيس موجو (الإنجليزية)
- الزوجان الغريبان على موقع فيلمافينيتي (الإسبانية)